# Giuseppe Maria Parascandolo
Giuseppe Maria Parascandolo (Napoli, ... – Napoli, 1838) è stato un archeologo e grecista italiano.
Canonico, si occupò di lingua greca, che insegnò a Napoli a diverse leve di futuri archeologi, fra i quali Bernardo Quaranta e Giustino Quadrari. Tenne la cattedra di storia dei concili nell'Università di Napoli.
Socio dell'Accademia Ercolanese, dal 1822 fu nominato, con decreto di Ferdinando I, lettore dei papiri di Ercolano.
Tra le sue opere si ricordano l'Illustrazione di un marmo greco rappresentante le Cariatidi, pubblicata nel 1817, e le due Orationes del 1833